# Master P
Master P, właściwie Percy Robert Miller (ur. 29 kwietnia 1967 w Nowym Orleanie) – amerykański raper, aktor i przedsiębiorca. Założyciel wytwórni muzycznej No Limit Records.

## Życiorys
Sławę zdobył w latach 90., występując w grupie muzycznej TRU i po wydaniu albumu Ice Cream Man, z którego pochodzi pierwszy singel rapera „Mr. Ice Cream Man”. Singel zatytułowany „Make 'Em Say Uhh!” promujący album Ghetto D okrył się platyną, dzięki czemu popularność Millera wzrosła. W 1997 wystąpił w pierwszym autorskim filmie I'm Bout It.
W 1998 wydał swój najlepiej się sprzedający album w karierze, MP da Last Don. Płyta była oparta na filmie MP da Last Don, którego Miller wyprodukował, a wystąpili w nim m.in. Snoop Dogg, Silkk the Shocker i C-Murder. Album zadebiutował na najwyższym miejscu notowania Billboard 200 ze sprzedażą 400 000 egzemplarzy w pierwszym tygodniu. Kompozycja uzyskała status poczwórnej platyny. Również w tym roku wystąpił w filmie I Got the Hook Up, w którym wystąpili raperzy. Rok później wydał kolejną płytę pt. Only God Can Judge Me (z ang. Tylko Bóg może mnie sądzić), która mimo tego, że nie osiągnęła takiego sukcesu jak poprzednik, uzyskała status złotej. Na świecie sprzedano ponad milion egzemplarzy.
Z początkiem nowego tysiąclecia popularność Matera P malała. Po zbankrutowaniu wytwórni No Limit Records utworzył podobną New No Limit Records, która następnie przeistoczyła się w punkt dystrybucyjny Guttar Music Entertainment. W listopadzie 2000 roku wydał album Ghetto Postage, który rozszedł się w liczbie 500 000 egzemplarzy. Trzy lata później wystąpił w filmie Lockdown. Do 2005 roku wydał kilka albumów, które osiągnęły sukces komercyjny, sprzedając się w liczbie do miliona egzemplarzy.

## Sport
Jako koszykarz zawodowy podpisał kontrakt z zespołami Charlotte Hornets w sezonie 1998/99 i w Toronto Raptors w 1999. Nie wystąpił jednak w żadnym oficjalnym meczu. Ponadto grywał w lidze Continental Basketball Association, w klubie Fort Wayne Fury. Wystąpił na McDonald’s NBA All-Star Celebrity Game, zdobywając 17 punktów.

## Życie prywatne
Zaangażowany w życie społeczne poprzez fundacje P. Miller Youth Centers i P. Miller Food Foundation, które wspomagają biedną ludność.
Rozwiedziony z żoną, z którą ma czwórkę dzieci.
Ma również córkę Cymphonique Miller i syna Lil’a Romeo, który jest także raperem i aktorem. Brat Silkk the Shocker i C-Murder.

## Dyskografia
- Get Away Clean (1991)
- Mama's Bad Boy (1992)
- The Ghettos Tryin to Kill Me! (1994)
- 99 Ways to Die (1995)
- Ice Cream Man (1996)
- Ghetto D (1997)
- MP Da Last Don (1998)
- Only God Can Judge Me (1999)
- Ghetto Postage (2000)
- Game Face (2001)
- Good Side, Bad Side (2004)
- Ghetto Bill (2005)